# Saarländische Universitäts- und Landesbibliothek
Die Saarländische Universitäts- und Landesbibliothek (SULB) wurde im Jahr 1950 in Saarbrücken (Saarland) als Universitätsbibliothek der Universität des Saarlandes gegründet. 1994 wurden ihre faktisch von Anfang an wahrgenommenen landesbibliothekarischen Aufgaben auch im Namen verankert. Mit der Medizinischen Zweigbibliothek in Homburg/Saar ist sie die Zentralbibliothek der Universität des Saarlandes sowie die größte wissenschaftliche Allgemeinbibliothek im Saarland.

## Geschichte
Die Gründung der Universitätsbibliothek ist unmittelbar mit der Gründung der neuen Universität im Jahre 1948 zunächst in Homburg, später in Saarbrücken verknüpft. Das Saarland war zu diesem Zeitpunkt politisch teilautonom und ökonomisch durch Wirtschaft- und Währungsunion mit Frankreich verbunden.
Als ersten Bibliotheksdirektor verpflichtete man 1950 den Elsässer Norbert Schuller, der bereits die Keimzelle der Bibliothek auf dem Saarbrücker Campusgelände sowie in Homburg die Anfänge einer medizinischen Fachbibliothek übernehmen konnte. Norbert Schuller schuf bis zur Eingliederung des Saarlandes 1957 den Grundstock für einen systematischen Bestands- und Personalaufbau.
Bis 1970 förderte dessen Nachfolger Hans Cordes den Ausbau nutzerorientierter Dienstleistungen wie einer schnellen Fernleihe und einen Gesamtkatalog der rasch wachsenden Institutsbibliotheken. Im Rahmen ihres Systems der überregionalen Literaturversorgung übertrug die Deutsche Forschungsgemeinschaft (DFG) der Bibliothek im Jahr 1966 das Sondersammelgebiet Psychologie, das zuvor an der Universitätsbibliothek Erlangen-Nürnberg angesiedelt war. Seit 1961 wurde die Sammlung von Saarlandica (Publikationen aus dem Saarland und/oder mit inhaltlichem Bezug zur Region) intensiviert. Nachweisinstrument ist die Saarländische Bibliographie, die heute im Südwestdeutschen Bibliotheksverbund (SWB) als Online-Katalog angeboten wird. Seit 1969 erscheint auch eine Jahresbibliographie, in der seitdem jährlich die Veröffentlichungen von Angehörigen der Universität des Saarlandes – ab 1973 auch von denjenigen anderer Hochschulen des Saarlandes – erfasst werden.
Unter seinem Nachfolger Otwin Vinzent, der die Bibliothek bis 1990 leitete, wurden im bis heute zweischichtigen Bibliothekssystem erste Kooperationsvereinbarungen mit den Institutsbibliotheken getroffen. Bereits 1978 wurde mit der elektronisch gestützten Katalogisierung begonnen. Ab 1985 konnte die Bibliothek einen elektronischen Benutzerkatalog anbieten, der heute ein integrierter Gesamtkatalog aller Campusbestände sowie der Bestände der Hochschule für Technik und Wirtschaft des Saarlandes darstellt.
Im Jahr 1991 übernahm Bernd Hagenau bis Ende 2018 die Leitung der Bibliothek. 1994 wurden die landesbibliothekarischen Funktionen der Bibliothek im Zuge einer Novellierung des Hochschulgesetzes auch in ihren Namen zum Ausdruck gebracht, 1996 erfolgte in einer Verordnung die Ausformulierung ihrer Aufgaben als Landesbibliothek. Mit der Novellierung des  Saarländischen Mediengesetzes vom 10.12.2015 wurde das Pflichtexemplarrecht für gedruckte als auch elektronische Publikationen neu geregelt.
Das 1978 als „Arbeitsstelle für Gustav-Regler-Forschung“ gegründete und bis 1993 an einen Lehrstuhl im Fachbereich Germanistik gebundene Literaturarchiv Saar-Lor-Lux-Elsass wurde 1996 organisatorisch der SULB angegliedert. In den Jahren 2018 und 2019 zogen die Fachrichtungsbibliotheken der Anglistik / Amerikanistik, der Germanistik und der Romanistik in das Gebäude ein. Mit dem bevorstehenden Umzug der Bibliothek der Angewandten Sprachwissenschaft 2020 wird die Philologische Bibliothek ihr Angebot in den Räumen der SULB komplettieren.
Anfang 1998 schuf ein Staatsvertrag zwischen dem Saarland und dem Land Baden-Württemberg die Grundlage für die Teilnahme saarländischer Bibliotheken am Südwestdeutschen Bibliotheksverbund. Kurz darauf löste auch das neue Bibliothekssystem LIBERO eine seit 1994 bestehende Eigenentwicklung (SABINE) ab.
Aufgrund ihrer besonderen Gründungsgeschichte lässt die Bibliothek auch Nutzer aus Lothringen und der Pfalz, insbesondere aus den Universitätsstädten Metz und Nancy, zu.

## Gebäude der SULB in Saarbrücken
Ende 1951 schrieb die Universität einen internationalen Wettbewerb für den Gesamtbebauungsplan auf dem ehemaligen Gelände der Below-Kasernen am Stadtrand Saarbrückens aus, der auch eine Universitätsbibliothek beinhalten sollte. Der als Vertreter des „neuen Bauens“ bekannt gewordene württembergische Architekt Richard Döcker gewann den zweiten Preis des Wettbewerbes, ein erster Preis wurde nicht vergeben. Döcker konnte gemeinsam mit dem saarländischen Architekten Wilhelm Steinhauer 1954 die neue Universitätsbibliothek als ersten Neubau auf dem Saarbrücker Universitätscampus übergeben.
Das Magazin wurde in einem elfgeschossigen Bücherturm untergebracht, an den sich seitlich vorgelagert der ebenerdige Benutzungsbereich sowie in einem umschließenden Riegel der zweigeschossige Verwaltungstrakt anschlossen. 1984 wurde ein Erweiterungsbau angefügt, der als Zeitschriftenlesesaal verwendet wurde. Diese funktionale Dreiteilung wurde mit der Sanierung und Erweiterung des denkmalgeschützten Ensembles ab 1998 neu strukturiert: Die Bestände sind nunmehr weitestgehend in einem unterirdischen, zweigeschossigen Kompaktmagazin untergebracht, der Bücherturm ist zum Verwaltungsgebäude umgebaut worden, und der Benutzungsbereich wird seit 2009 um den vormaligen Verwaltungsbereich erweitert und insgesamt vollständig modernisiert. Dabei bleiben stilbildende Elemente wie der große Lesesaal oder die Außenansicht mit dem geschwungenen Vordach erhalten.

## Bestände
Die etwa 1,7 Mio. Bestandseinheiten der Saarländischen Universitäts- und Landesbibliothek, darunter 3.642 gedruckte laufend gehaltene Zeitschriften, sind im Hauptgebäude sowie in der Medizinischen Zweigbibliothek in Homburg untergebracht. Bedeutende Sondersammlungen befinden sich im Literaturarchiv Saar-Lor-Lux-Elsass. Dort werden die Vor- und Nachlässe saarländischer Autoren (Alfred Gulden, Norbert Jacques, Johannes Kirschweng, Gustav Regler usw.), gepflegt.
Zu den Sondersammlungen zählt außerdem die Bergbau-Bibliothek der ehemaligen Fachhochschule für Bergbau, eine Schenkung von regionalen Rarissima aus der Sammlung von Fritz Hellwig sowie eine kostbare Sammlung französischer Buchillustrationen des saarländischen Lehrers Rainer Maria Kelter.
Sammelschwerpunkte der Einrichtung sind u. a. das ehemalige DFG-Sondersammelgebiet Psychologie, durch den Einzug der Philologischen Bibliothek die philologische Literatur sowie die Landeskunde und Regionalgeschichte des Saarlandes. Durch das Literaturarchiv Saar-Lor-Lux-Elsass sind auch viele Archivalien von saarländischen Autoren einsehbar. Der Psychologie-Volltextserver PsyDok wurde im Laufe des Jahres 2015 an das Leibniz-Zentrum für Psychologische Information und Dokumentation (ZPID) übergeben.

## Open Access
Die SULB bietet verschiedene Open-Access-Server an, darunter der Wissenschaftsserver der Universität des Saarlandes SciDok (inklusive der Jahresbibliographie) sowie der Archivserver für das Saarland SaarDok. Der Universitätsverlag universaar unter der Verwaltung der SULB besteht seit 2010.